# Reggae do Maranhão
O Reggae do Maranhão ou reggae maranhense é um gênero musical do estado do Maranhão, popular em todo nordeste. É significativo, especialmente na capital São Luís, conhecida como a "Jamaica Brasileira" devido à forte presença e popularidade do gênero musical na região. O reggae maranhense possui características únicas que o diferenciam de outras vertentes do gênero, refletindo a identidade cultural local.

## História
O reggae chegou ao Maranhão na década de 1970, inicialmente por meio de ondas curtas de rádio e posteriormente através de marinheiros e turistas que traziam discos da Jamaica. A construção da Estrada de Ferro Carajás também contribuiu para a disseminação do ritmo, facilitando o intercâmbio cultural entre o Maranhão e o Pará.
Na década de 1980, o reggae consolidou-se como um dos principais estilos musicais da cultura popular ludovicense, especialmente entre as camadas sociais de baixa renda. Programas de rádio dedicados ao gênero, como o "Reggae Point" apresentado por Tony Tavares, desempenharam um papel fundamental na popularização do ritmo.

## Características locais
O reggae maranhense distingue-se por seu ritmo mais cadenciado e romântico, influenciado por tradições folclóricas locais como o bumba-meu-boi e o tambor de crioula. Uma das particularidades é a forma de dançar conhecida como "agarradinho", onde os pares dançam juntos, diferentemente do estilo jamaicano.

## Instituições e eventos

### Museu do Reggae Maranhão
Inaugurado em 2018, o Museu do Reggae Maranhão é o primeiro museu temático de reggae fora da Jamaica. Localizado no Centro Histórico de São Luís, o espaço preserva a memória do reggae maranhense, com acervo de discos, instrumentos e exposições sobre a história do gênero no estado.

### Festival BR-135
O Festival BR-135 é um evento musical realizado em São Luís que celebra diversos gêneros, incluindo o reggae. O festival destaca a cena musical local e promove a diversidade cultural do Maranhão.

## Artistas e bandas
A banda Tribo de Jah, formada em 1986 em São Luís, é uma das mais conhecidas do reggae brasileiro. Composta por músicos deficientes visuais, a banda ganhou reconhecimento nacional e internacional, contribuindo para a difusão do reggae maranhense.